# Championnat de France de rugby à XV 1986-1987
Navigation
Édition précédente Édition suivante
Le Championnat de France de rugby à XV 1986-1987 est remporté par le RC Toulon après avoir battu le Racing Club de France en finale. Il gagne son 2e Bouclier de Brennus après celui remporté en 1931 et après avoir été quatre fois finaliste malheureux en 1948, 1968, 1971 et 1985.
En groupe B, c'est le Saint-Jean-de-Luz olympique qui devient le champion de France de première division B 1986-1987 après avoir battu l'US Bergerac en finale.
L'élite est constituée de quatre groupes de dix clubs. À l'issue de la phase qualificative, les cinq premiers des groupes 1 et 2 et les trois premiers des groupes 3 et 4 sont qualifiés pour les 1/8e de finale. L'épreuve se poursuit par élimination sur un match à chaque tour.
Le FC Grenoble remporte le Challenge Yves du Manoir devant le SU Agen.

## Phase de qualification aux8ede finale
Les équipes sont listées dans leur ordre de classement à l'issue de la première phase qualificative. Les noms en gras indiquent les équipes qui se sont qualifiées pour les 8e de finale : dix équipes des groupes 1 et 2 représentant l'élite, et six équipes des groupes 3 et 4. Cette formule ne sera appliquée qu'une seule saison.
Des clubs comme Bègles ou Dax qui n’avaient pas quitté la première division depuis la Seconde Guerre mondiale sont absents des 20 clubs de l’élite cette année-là.
| - Stade toulousain - CA Brive - AS Montferrand - SC Graulhet - AS Béziers - FC Grenoble - RC Narbonne - Stade aurillacois - RRC Nice - US Romans Péage     | - RC Toulon - SU Agen - Racing Club de France - FC Lourdes - Valence sportif - Biarritz olympique - USA Perpignan - Section paloise - Aviron bayonnais - RC Nîmes            |
| - Stade bagnérais - Stadoceste tarbais - US Dax - SA Hagetmau - Stade montois - Tyrosse RCS - FC Oloron - CA Bègles-Bordeaux - Boucau stade - SC Angoulême | - CS Bourgoin-Jallieu - Club olympique Creusotin - RC Hyères - SC Tulle - Castres olympique - US Carcassonne - SO Voiron - SC Albi - Stade Saint-Gaudens - La Voulte sportif |

## Huitièmes de finale
Les équipes dont le nom est en caractères gras sont qualifiées pour les quarts de finale. Pas de surprise, elles étaient toutes dans les groupes 1 et 2 de qualification.
| Équipe 1                 | Équipe 2              | Match aller | Match retour |
| ------------------------ | --------------------- | ----------- | ------------ |
| RC Hyères                | RC Toulon             | 9-37        | 12-21        |
| AS Béziers               | FC Lourdes            | 19-9        | 9-18         |
| Stadoceste tarbais       | SU Agen               | 21-21       | 6-15         |
| Stade bagnérais          | AS Montferrand        | 12-16       | 6-28         |
| CS Bourgoin-Jallieu      | Racing Club de France | 12-9        | 3-22         |
| Club olympique Creusotin | CA Brive              | 15-15       | 15-26        |
| US Dax                   | Stade toulousain      | 18-9        | 6-29         |
| Valence sportif          | SC Graulhet           | 9-9         | 9-27         |

## Quarts de finale
Les équipes dont le nom est en caractères gras sont qualifiées pour les demi-finales.
| Équipe 1              | Équipe 2       | Résultat |
| --------------------- | -------------- | -------- |
| RC Toulon             | AS Béziers     | 15-9     |
| SU Agen               | AS Montferrand | 13-12    |
| Racing Club de France | CA Brive       | 22-19    |
| Stade toulousain      | SC Graulhet    | 20-9     |

## Demi-finales
| Équipe 1              | Équipe 2         | Résultat |
| --------------------- | ---------------- | -------- |
| RC Toulon             | SU Agen          | 18-16    |
| Racing Club de France | Stade toulousain | 10-9     |

## Finales
| Équipes               | RC Toulon - Racing Club de France |
| Score                 | 15-12 |
| Date                  | 2 mai 1987 |
| Stade                 | Parc des Princes |
| Arbitre               | Jean-Claude Doulcet |
| Les équipes           | |
| RC Toulon             | Titulaires : Manu Diaz, Bernard Herrero, Yann Braendlin, Marc Pujolle, Jean-Charles Orso, Éric Champ, Thierry Louvet, Eric Melville, Jérôme Gallion, Christian Cauvy, Pascal Jehl, Pierre Trémouille, Alain Carbonel, Éric Fourniols, Jérôme Bianchi Remplaçants : David Jaubert, Yvan Roux, Henri Chapus, Fabrice Fargues                                                          |
| Racing Club de France | Titulaires : Eugenio Stefan, Jean-Pierre Genet, Murray Dawson, Michel Tachdjian, Patrick Serrière, Laurent Cabannes, Xavier Blond, Claude Atcher, Gérald Martinez, Franck Mesnel, Yvon Rousset, Éric Blanc, Renaud Authié, Jean-Baptiste Lafond, Didier Pouyau Remplaçants : Philippe Guillard, Franck Hélière, Jean-François Impinna, Vincent Lelano, Laurent Rouyres, Herve Jegou |
| Points marqués        | |
| RC Toulon             | 1 essai de Jaubert, 1 transformation et 2 pénalités de Bianchi, 1 drop de Trémouille |
| Racing Club de France | 1 essai de Genet, 1 transformation et 2 pénalités de Pouyau |

L'équipe show-Bizz du Racing a joué la finale avec un nœud papillon rose ! À la mi-temps Philipe Guillard, dit la Guille, a remplacé J.B. Lafond qui était blessé. Le RC Toulon l'emporte à l'issue d'un match très serré, un Herrero (Bernard) est enfin champion de France de rugby.

## Statistiques
Les statistiques incluent la phase finale.

### Meilleurs réalisateurs
Jérôme Bianchi est le meilleur réalisateur de la saison avec 251 points inscrits, il bat le record de Jean-Pierre Puidebois (237 points) établit en 1973-1974.
Le demi d'ouverture du CA Brive, Jean-François Thiot, établit également un record pour les buteurs avec 220 points inscrits au pied en 17 matchs.
| Rang | Joueur              | Club             | Points |
| ---- | ------------------- | ---------------- | ------ |
| 1    | Jérôme Bianchi      | RC Toulon        | 251    |
| 2    | Michel Lopez        | Stade toulousain | 238    |
| 3    | Jean-François Thiot | CA Brive         | 237    |
| 4    | Didier Pouyau       | Racing CF        | 227    |
| 5    | Alain Caussade      | FC Lourdes       | 194    |

### Meilleurs marqueurs
Éric Fourniols est le meilleur marqueur avec 15 essais marqués.
| Rang | Joueur               | Club             | Essais |
| ---- | -------------------- | ---------------- | ------ |
| 1    | Éric Fourniols       | RC Toulon        | 15     |
| 2    | Éric Bonneval        | Stade toulousain | 11     |
| -    | Éric Gleyze          | SU Agen          | 11     |
| 4    | Denis Charvet        | Stade toulousain | 10     |
| 5    | Didier Codorniou     | Stade toulousain | 9      |
| -    | Jean-Baptiste Lafond | Racing CF        | 9      |
| -    | Pierre Trémouille    | RC Toulon        | 9      |